# KaosPiloterne
KaosPiloterne er en international lederuddannelse med fokus på projektledelse, procesledelse og forretningsudvikling. Uddannelsen er beliggende i Aarhus, Danmark, og tager 3 år. Den blev grundlagt i 1991 af Uffe Elbæk.
KaosPiloternes pædagogik kan sammenfattes i sætningen; "Action, Reflection, Learning", og alle undervisningsforløb og teorier underbygges og afprøves i opgaver stillet af eksterne kunder.
Disse kunder er virksomheder som Carlsberg, Grundfos, Hummel, Novo Nordisk, Lego og SAS og NGO'er som Dansk Røde Kors og Dansk Flygtningehjælp.
Som studerende får man undervisning og praktisk erfaring med områder som:
- Projektforståelse/Projektledelse
- Kommunikation/Branding/PR
- Kreativitet og Ideudvikling
- Ledelse og organisation
- Kreativt businessdesign / Iværksætteri
- Medier og målgrupper
- Præsentation og offentlig fremtræden
- Coaching, dialog og konfliktløsning
- Proceskonsultation – design og ledelse af procesforløb
- Konference og eventmanagement